# Liste des épisodes du Pacte des Yōkai
Le Pacte des Yōkai est une série télévisée d'animation adaptée du manga du même nom écrit par Yuki Midorikawa. Produite par Brain's Base et réalisée par Takahiro Omori, puis par le studio puis par Shuka, la série est diffusée sur la chaîne télévisée japonaise TV Tokyo. Il existe six saisons diffusées depuis juillet 2008.

## Génériques

### Génériques de début
| No | Titre                                                                                               | Artiste         | Épisodes | 1re date de diffusion |
| -- | --------------------------------------------------------------------------------------------------- | --------------- | -------- | --------------------- |
| 01 | Issei no Sei (一斉の声, Littéralement "Voix simultanées")                                           | Shūhei Kita     | 1 à 13   | 7 juillet 2008        |
| 02 | Ano Hi Time Machine (あの日タイムマシン, Littéralement "La machine à remonter le temps de ce jour") | Long Shot Party | 14 à 26  | 7 juillet 2008        |
| 03 | Boku ni Dekiru Koto (僕にできること, Littéralement "Je peux")                                       | HOW MERRY MARRY | 27 à 39  | 5 juillet 2011        |
| 04 | Ima, Kono Toki (今、このとき。, Littéralement "Là, maintenant")                                     | Hiiragi         | 28 à 52  | 2 janvier 2012        |
| 05 | Takarabako (タカラバコ)                                                                             | nekobolo        | 53 à 63  | 4 octobre 2016        |
| 06 | Floria (フローリア)                                                                                 | Sako Tomohisa   | 64 à 74  | 11 avril 2017         |

### Génériques de fin
| No | Titre                                                       | Artiste                            | Épisodes | 1re date de diffusion |
| -- | ----------------------------------------------------------- | ---------------------------------- | -------- | --------------------- |
| 01 | Natsu Yūzora (夏夕空, Littéralement "Ciel d'un soir d'été") | Kousuke Atari                      | 1 à 13   | 7 juillet 2008        |
| 02 | Aishiteru (愛してる, Littéralement "Je t'aime")             | Kourin                             | 14 à 26  | 5 janvier 2009        |
| 03 | Kimi no Kakera (君ノカケラ)                                 | Kousuke Atari feat. Emiri Miyamoto | 27 à 39  | 5 juillet 2011        |
| 04 | Takaramono (たからもの, Trésor)                             | Marina Kawano                      | 40 à 52  | 2 janvier 2012        |
| 05 | Akane Sasu (茜さす)                                         | Aimer                              | 53 à 63  | 4 octobre 2016        |
| 06 | Kimi no Uta (きみのうた)                                    | Yasuda Rei                         | 54 à 74  | 11 avril 2017         |

## Liste des épisodes

### Natsume Yūjin-chō
| No | Titre traduit en français         | Titre japonais | Titre japonais       | Date de 1re diffusion |
| No | Titre traduit en français         | Kanji          | Rōmaji               | Date de 1re diffusion |
| -- | --------------------------------- | -------------- | -------------------- | --------------------- |
| 1  | Le chat et le Livre des amis      | 猫と友人帳     | Neko to Yūjinchō     | 7 juillet 2008        |
| 2  | Le lieu saint du Dieu de la Rosée | 露神の祠       | Tsuyukami no Hokora  | 14 juillet 2008       |
| 3  | Le fantôme de Yatsuhara           | 八ツ原の怪人   | Yatsuhara no Kaijin  | 21 juillet 2008       |
| 4  | Shigure et la fille               | 時雨と少女     | Shigure to Shōjo     | 28 juillet 2008       |
| 5  | Un ticket au cœur coloré          | 心色の切符     | Kokoro-iro no Kippu  | 4 août 2008           |
| 6  | L'hirondelle au fond de l'eau     | 湖底のつばめ   | Kotei no Tsubame     | 11 août 2008          |
| 7  | Le chapeau du petit renard        | 子狐のぼうし   | Kogitsune no Bōshi   | 18 août 2008          |
| 8  | Brève lumière                     | 儚い光         | Hakanai Hikari       | 25 août 2008          |
| 9  | Exorcisme d'Ayakashi              | あやかし祓い   | Ayakashi-barai       | 1er septembre 2008    |
| 10 | Le koto d'Asagi                   | アサギの琴     | Asagi no Koto        | 8 septembre 2008      |
| 11 | Le livre de l'ennui de Nyanko     | ニャンコ徒然帳 | Nyanko Tsurezure-chō | 15 septembre 2008     |
| 12 | La marque des 5 jours             | 五日印         | Itsuka-jirushi       | 22 septembre 2008     |
| 13 | Un banquet de nuit d'automne      | 秋の夜宴       | Aki no Yaen          | 29 septembre 2008     |

### Zoku Natsume Yūjin-chō
| No      | Titre traduit en français                  | Titre japonais      | Titre japonais          | Date de 1re diffusion |
| No      | Titre traduit en français                  | Kanji               | Rōmaji                  | Date de 1re diffusion |
| ------- | ------------------------------------------ | ------------------- | ----------------------- | --------------------- |
| 1 (14)  | Le vol du livre des amis                   | 奪われた友人帳      | Ubawareta Yūjinchō      | 5 janvier 2009        |
| 2 (15)  | Se fondre dans le printemps                | 春に溶ける          | Haru ni Tokeru          | 12 janvier 2009       |
| 3 (16)  | Exorcisme de Yokai aux sources chaudes     | 妖怪退治 湯けむり行 | Yōkai Taiji Yukemuri-kō | 19 janvier 2009       |
| 4 (17)  | L'éclosion de l'oisillon                   | 雛、孵る            | Hina, Kaeru             | 26 janvier 2009       |
| 5 (18)  | La promesse de l'arbre                     | 約束の樹            | Yakusoku no Ki          | 2 février 2009        |
| 6 (19)  | Le cercle de la jeune fille                | 少女の陣            | Shōjo no Jin            | 9 février 2009        |
| 7 (20)  | Celui dont on ne doit pas prononcer le nom | 呼んではならぬ      | Yonde wa Naranu         | 16 février 2009       |
| 8 (21)  | Sentiments éternels                        | 不死の想い          | Fushi no Omoi           | 23 février 2009       |
| 9 (22)  | L'homme au milieu des allées de cerisiers  | 桜並木の彼          | Sakura Namiki no Kare   | 2 mars 2009           |
| 10 (23) | Maison temporaire                          | 仮家                | Kariie                  | 9 mars 2009           |
| 11 (24) | Réunion de sorciers                        | 呪術師の会          | Jujutsushi no Kai       | 16 mars 2009          |
| 12 (25) | Le garçon de la maison vide                | 廃屋の少年          | Haioku no Shōnen        | 23 mars 2009          |
| 13 (26) | Humains et Yokai                           | 人と妖              | Hito to Ayakashi        | 30 mars 2009          |

### Natsume Yūjin-chō San
| No      | Titre traduit en français       | Titre japonais | Titre japonais      | Date de 1re diffusion |
| No      | Titre traduit en français       | Kanji          | Rōmaji              | Date de 1re diffusion |
| ------- | ------------------------------- | -------------- | ------------------- | --------------------- |
| 1 (27)  | Le nom d'un monstre             | 妖しきものの名 | Ayashiki Mono no Na | 5 juillet 2011        |
| 2 (28)  | Le village d'Ukihara            | 浮春の郷       | Ukihara no Sato     | 12 juillet 2011       |
| 3 (29)  | Faux ami                        | 偽りの友人     | Itsuwari no Yūjin   | 19 juillet 2011       |
| 4 (30)  | Jeune temps                     | 幼き日々に     | Osanaki Hibi ni     | 26 juillet 2011       |
| 5 (31)  | La chose cachée dans le cellier | 蔵にひそむもの | Kura ni Hisomu Mono | 2 août 2011           |
| 6 (32)  | Ce qui n'est pas humain         | 人ならぬもの   | Hito Naranu Mono    | 9 août 2011           |
| 7 (33)  | Exorciste                       | 祓い屋         | Haraiya             | 16 août 2011          |
| 8 (34)  | La garde du bébé renard         | 子狐のとけい   | Kogitsune no Tokei  | 23 août 2011          |
| 9 (35)  | À travers le vent d'automne     | 秋風切って     | Akikaze Kitte       | 30 août 2011          |
| 10 (36) | Le miroir brisé                 | 割れた鏡       | Wareta Kagami       | 6 septembre 2011      |
| 11 (37) | Reflet                          | 映すもの       | Utsusu Mono         | 13 septembre 2011     |
| 12 (38) | Un endroit où aller             | 帰る場所       | Kaeru Basho         | 20 septembre 2011     |
| 13 (39) | Le livre de jeu de Natsume      | 夏目遊戯帳     | Natsume Yūgi-chō    | 30 mars 2009          |

### Natsume Yūjin-chō Shi
| No      | Titre traduit en français               | Titre japonais | Titre japonais        | Date de 1re diffusion |
| No      | Titre traduit en français               | Kanji          | Rōmaji                | Date de 1re diffusion |
| ------- | --------------------------------------- | -------------- | --------------------- | --------------------- |
| 1 (40)  | Natsume capturé                         | とらわれた夏目 | Torawareta Natsume    | 2 janvier 2012        |
| 2 (41)  | La forêt de l'Est                       | 東方の森       | Touhou no Mori        | 9 janvier 2012        |
| 3 (42)  | Les petits                              | 小さきもの     | Chisaki Mono          | 16 janvier 2012       |
| 4 (43)  | Doublure                                | 代答           | Daitou                | 23 janvier 2012       |
| 5 (44)  | Pour toi, des jours d'antan             | 過ぎし日の君に | Sugishi Hi no Kimi ni | 30 janvier 2012       |
| 6 (45)  | L'autre côté du miroir                  | 硝子のむこう   | Garasu no Muko        | 6 février 2012        |
| 7 (46)  | Le fossé entre humains et Yokai         | 人と妖の間で   | Hito to no Made       | 13 février 2012       |
| 8 (47)  | Quand je fus trompé                     | 惑いし頃に     | Madoi Shi Koro Ni     | 20 février 2012       |
| 9 (48)  | Le festival de la séparation de la Lune | 月分祭         | Tsukiwake Matsuri     | 27 février 2012       |
| 10 (49) | Le Dieu enfermé                         | 祀られた神様   | Matsurareta Kamisama  | 3 mars 2012           |
| 11 (50) | Une seule photo                         | 一枚の写真     | Ichi Mai no Shashin   | 12 mars 2012          |
| 12 (51) | La porte des souvenirs                  | 記憶の扉       | Kioku no Tobira       | 19 mars 2012          |
| 13 (52) | Le long retour à la maison              | 遠き家路       | Tooki Ieji            | 26 mars 2012          |

### Natsume Yūjin-chō Go
| No      | Titre traduit en français       | Titre japonais   | Titre japonais         | Date de 1re diffusion |
| No      | Titre traduit en français       | Kanji            | Rōmaji                 | Date de 1re diffusion |
| ------- | ------------------------------- | ---------------- | ---------------------- | --------------------- |
| 1 (53)  | Forme inchangée                 | 変わらぬ姿       | Kawara nu Sugata       | 4 octobre 2016        |
| 2 (54)  | Pluie malicieuse                | 悪戯な雨         | Itazura na Ame         | 11 octobre 2016       |
| 3 (55)  | La lettre de l'exorciste        | 祓い屋からの手紙 | Haraiya kara no Tegami | 18 octobre 2016       |
| 4 (56)  | Ombre de chaînes liées          | 連鎖の陰         | Rensa no Kage          | 25 octobre 2016       |
| 5 (57)  | Ça ne doit pas être lié         | 結んではいけない | Musunde wa Ikenai      | 1er novembre 2016     |
| 6 (58)  | Vallée silencieuse              | 音無しの谷       | Oto Nashi no Tani      | 8 novembre 2016       |
| 7 (59)  | Lumières du festival lointaines | 遠い祭り火       | Tōi Matsuri Hi         | 22 novembre 2016      |
| 8 (60)  | Un monde non courbé             | 歪みなき世界     | Yugami naki Sekai      | 29 novembre 2016      |
| 9 (61)  | Suivant un chemin étroit        | 険しきをゆく     | Kewashiki wo Yuku      | 6 décembre 2016       |
| 10 (62) | Touko et Shigeru                | 塔子と滋         | Touko to Shigeru       | 13 décembre 2016      |
| 11 (63) | Pour les éphémères              | 儚き者へ         | Hakanaki Mono e        | 20 décembre 2016      |

### Natsume Yūjin-chō Roku
| No      | Titre traduit en français      | Titre japonais | Titre japonais        | Date de 1re diffusion |
| No      | Titre traduit en français      | Kanji          | Rōmaji                | Date de 1re diffusion |
| ------- | ------------------------------ | -------------- | --------------------- | --------------------- |
| 1 (64)  | Le mange-jours                 | つきひぐい     | Tsukihigui            | 11 avril 2017         |
| 2 (65)  | Fleurira demain                | 明日咲く       | Ashita Saku           | 18 avril 2017         |
| 3 (66)  | Nitai-sama                     | 二体さま       | Nitai-sama            | 25 avril 2017         |
| 4 (67)  | Regard trompeur                | 違える瞳       | Chigaeru Hitomi       | 2 mai 2017            |
| 5 (68)  | Les liés                       | 縛られしもの   | Shibarareshi Mono     | 9 mai 2017            |
| 6 (69)  | Nishimura et Kitamoto          | 西村と北本     | Nishimura to Kitamoto | 16 mai 2017           |
| 7 (70)  | Le bienfaiteur de Gomochi      | ゴモチの恩人   | Gomochi no Onjin      | 23 mai 2017           |
| 8 (71)  | Un jour qui finira par arriver | いつかくる日   | Itsuka Kuru Hi        | 30 mai 2017           |
| 9 (72)  | Ce qui se déverse              | ながれゆくは   | Nagare Yuku Ha        | 6 juin 2017           |
| 10 (73) | La pièce scellée               | 閉ざされた部屋 | Tozasareta Heya       | 13 juin 2017          |
| 11 (74) | Ce qui est important           | 大切なモノ     | Taisetsu Na Mono      | 20 juin 2017          |